# Mimetica viridifolia
Mimetica viridifolia är en insektsart som beskrevs av Brunner von Wattenwyl 1895. Mimetica viridifolia ingår i släktet Mimetica och familjen vårtbitare. Inga underarter finns listade i Catalogue of Life.